# Dupeljsko jezero
Dupeljsko jezero je ledovcovo-krasové jezero ve Slovinsku. Je ledovcového původu a leží uprostřed krasové oblasti. Nachází se v nadmořské výšce 1360 m. Leží mezi lesy a v malé kotlině, přičemž na východní straně se zvedají vysoké skály. Je 70 m dlouhé a 40 m široké. Dosahuje maximální hloubky 3,6 m. Rozloha činí 0,44 ha. Nedaleko je Planinski dom u Krnských jezer.

## Vodní režim
Voda v jezeře má zelenou barvu. Spolu s blízkými jezery Krnským a v Lužnici tvoří skupinu Krnských jezer.

## Ochrana přírody
Celé povodí jezera se nachází na území Triglavského národního parku.

## Přístup
Pleso je přístupné pěšky po celý rok.
- po  červené značce od Planinskeho domu na Krnskih jezerah - 5 minut.
- po  červené značce od Gomiščkovo Zavetišče na Krnu - 2½ hodiny.
- po  červené značce od Koči pod Bogatinom - 3¼ hodiny.